# Saints Row IV
Saints Row IV (ook bekend als Saints Row 4 en SR4) is een open wereld third-person shooter, ontwikkeld door Deep Silver Volition. Het spel werd uitgegeven door Deep Silver en kwam in Europa op 23 augustus 2013 uit voor PlayStation 3, Windows en Xbox 360. Een versie voor de PlayStation 4 en Xbox One kwam in januari 2015 uit. Op 21 december 2015 verscheen een Linuxversie.
Het is het vierde spel in de Saints Row-reeks en de opvolger van Saints Row: The Third.

## Plot
Vijf jaar na het einde van Saints Row: The Third is de leider van de Saints-bende verkozen tot President van de Verenigde Staten. Snel hierna vindt er een alien-invasie plaats en wordt de bende, alsmede de protagonist, gekidnapt door dit buitenaards ras, de Zin. De Saints worden getransporteerd naar een virtuele versie van de fictieve stad Steelport waar de speler superkrachten kan gebruiken om tegen de Zin te vechten.

## Systeemvereisten
| Minimale systeemvereisten  |                                                                 |
| Besturingssysteem          | Windows Vista (x86 of x64) met service pack 2                   |
| Processor                  | Quad core (Intel Core i5 of AMD Phenom II X4) of 3.0+ Dual Core |
| Werkgeheugen               | 4 GB                                                            |
| Videokaart (videogeheugen) | DirectX 11 compatibel (1 GB)                                    |
| Vrije opslagruimte         | 10 GB                                                           |

| Aanbevolen systeemvereisten |                                               |
| Besturingssysteem           | Windows Vista (x86 of x64) met service pack 2 |
| Processor                   | Intel Core 2 Quad Q9300 of AMD Phenom 9850    |
| Werkgeheugen                | 4 GB                                          |
| Videokaart (videogeheugen)  | Radeon HD 5850 of GeForce GTX 260 GTS (1 GB)  |
| Vrije opslagruimte          | 10 GB                                         |